# Comuna Bubnivka, Volociîsk
Bubnivka (în ucraineană Бубнівка) este o comună în raionul Volociîsk, regiunea Hmelnîțkîi, Ucraina, formată din satele Bubnivka (reședința), Novolensk și Serhiivka.

## Demografie
Componența lingvistică a comunei Bubnivka
     Ucraineană (97,58%)
     Rusă (2,23%)
     Alte limbi (0,06%)
Conform recensământului din 2001, majoritatea populației comunei Bubnivka era vorbitoare de ucraineană (97,58%), existând în minoritate și vorbitori de rusă (2,23%).